# 10 halerzy czechosłowackich (1991)
10 halerzy (cz. 10 haléřů, słow. 10 halierov) – czechosłowacka moneta obiegowa o nominale 10 halerzy bita w latach 1991–1992 i wycofana w obiegu w roku 1993. Autorami projektu byli Miroslav Rónai oraz František David.

## Wzór
Zasadniczą część awersu zajmował herb Czeskiej i Słowackiej Republiki Federacyjnej – w polu czwórdzielnym naprzemiennie ułożony czeski koronowany lew o podwójnym ogonie oraz słowackie trójwzgórze z krzyżem patriarszym. Powyżej zapisano skrót nazwy kraju („ČSFR”), u dołu zaś rok bicia. Po obu stronach tarczy herbowej wolne miejsce wypełniono lipowymi gałązkami. Oznaczenie projektanta Miroslava Rónaia – inicjał „R” – zamieszczono poniżej daty. 
Rewers monety przedstawiał duży, zapisany arabskimi cyframi nominał. Cyfry częściowo nakładały się na siebie nawzajem oraz na położoną w dolnej części mniejszą literę „h” stanowiącą określenie waluty. Poniżej cyfry 1, przy lewej krawędzi monety zamieszczono niewielki inicjał „D”, znak projektanta Františka Davida.

## Nakład
Moneta według projektu z 1991 roku stanowiła modyfikację 10 halerzy z roku 1977. Zmiana wzoru awersu spowodowana była odejściem od socjalistycznej nomenklatury i symboliki po upadku komunizmu. W zarządzeniu Banku Państwowego z dnia 14 lutego 1991 r. przewidziano, że nowe monety będą posiadały te same parametry fizyczne co wcześniejszy wariant, z uwzględnieniem jednak m.in. nowego herbu państwowego. Tym samym zastosowanie miały tu wytyczne zawarte w zarządzeniu Ministra Finansów z 2 sierpnia 1974 r. Przewidziano w nim, że monety będą bite z aluminiowych krążków o masie 0,9 g (±2,5%). Wskazano również, że rant dziesięciohalerzówek ma być gładki, a średnica gotowych monet ma liczyć 18,2 mm. Ich grubość wyniosła w przybliżeniu 1,6 mm.
Bite w mennicy w Kremnicy monety zostały wyemitowane wraz z pozostałymi nominałami, 1 kwietnia 1991 roku, stanowiąc kontynuację poprzedniego wariantu z 1974 roku. W sumie wybito jedynie dwa roczniki w łącznej liczbie 85 105 000 sztuk. Monety wzoru z 1991 uległy denominacji już po rozpadzie Czechosłowacji jednocześnie ze swoimi poprzednikami z 1974 roku – w Czechach z końcem lipca, a na Słowacji z końcem grudnia roku 1993.